# Joseph Coosemans

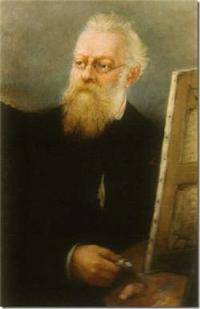
Joseph Coosemans por Jean-Emmanuel van den Bussche

Joseph Coosemans (Bruselas, 19 de marzo de 1828-Schaarbeek, 24 de septiembre de 1904 ) fue un paisajista belga. A partir de 1872 se dedicó por completo a la pintura, pasando a formar parte de la Escuela de Tervuren, fundada por su amigo Hippolyte Boulenger. Viajó a Normandía, luego a Italia y nuevamente a Francia, donde conoció a miembros de la Escuela de Barbizon. A partir de 1866 vivió en Lovaina.

## Biografía

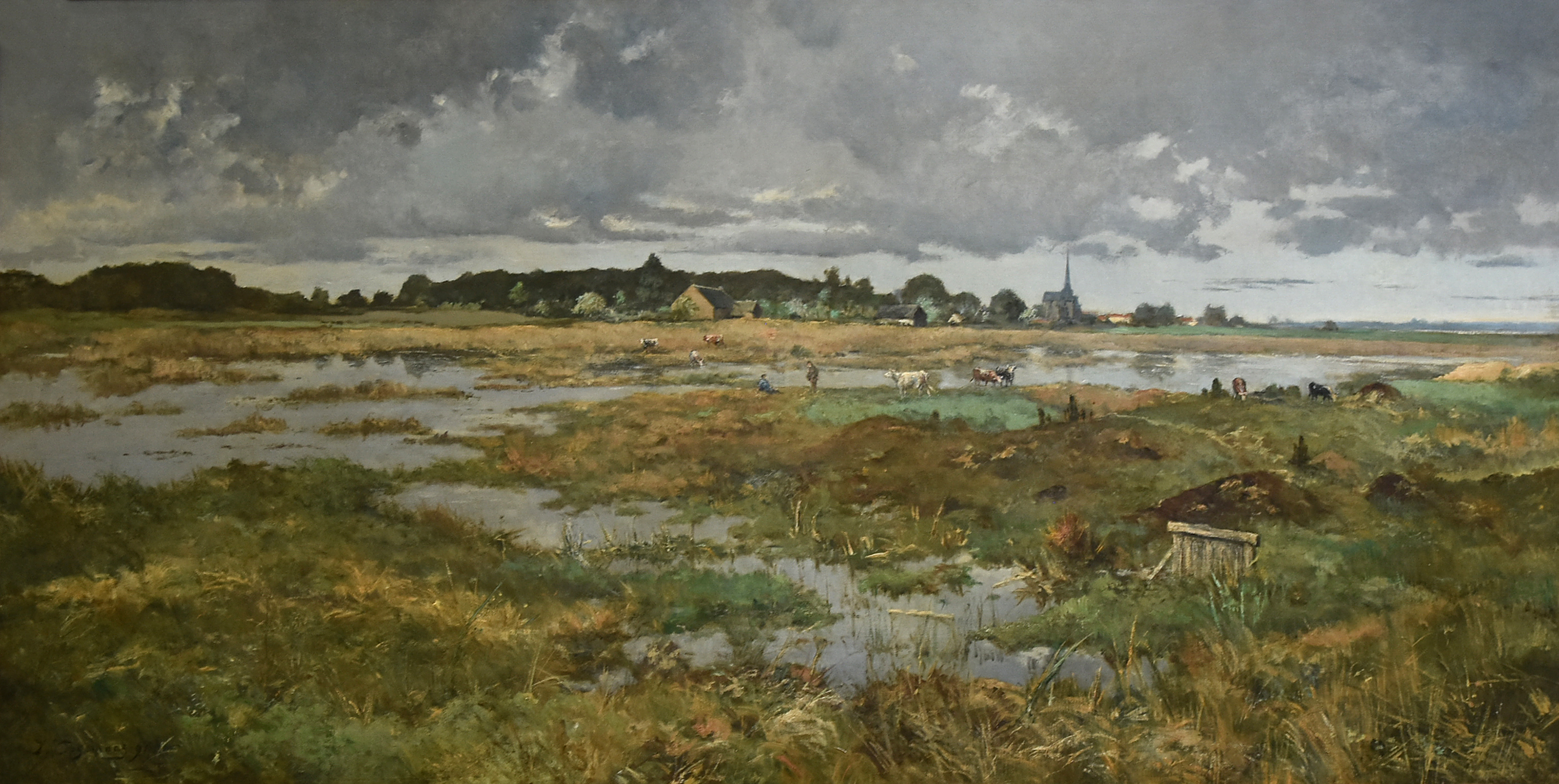
Pantano en Genck (1891) - óleo sobre lienzo - colección Emile Van Dorenmuseum

Joseph Coosemans era hijo del comerciante Adriaan Coosemans y de Anna Van der Taelen. Su padre murió en 1829 y su madre en 1830. Joseph, su hermano mayor y su hermana fueron atendidos por una tía abuela y una tía. Tras estudiar dos años de humanidades clásicas en el colegio de los jesuitas de Bruselas, empezó a trabajar como escribano en la notaría De Wever de Tervuren, siguiendo el ejemplo de su madre. Al mismo tiempo, la tía Thèrese se mudó a Tervuren con Joseph y su hermano. Después de tres años, cambió ese trabajo por el de empleado en la yeguada estatal de Warande. En 1848 también asumió el cargo de secretario municipal de Duisburg, en 1854 de síndico municipal en Tervuren y titular de la messagerie (responsable de la conexión de viajeros y de correo entre Tervuren y Bruselas).

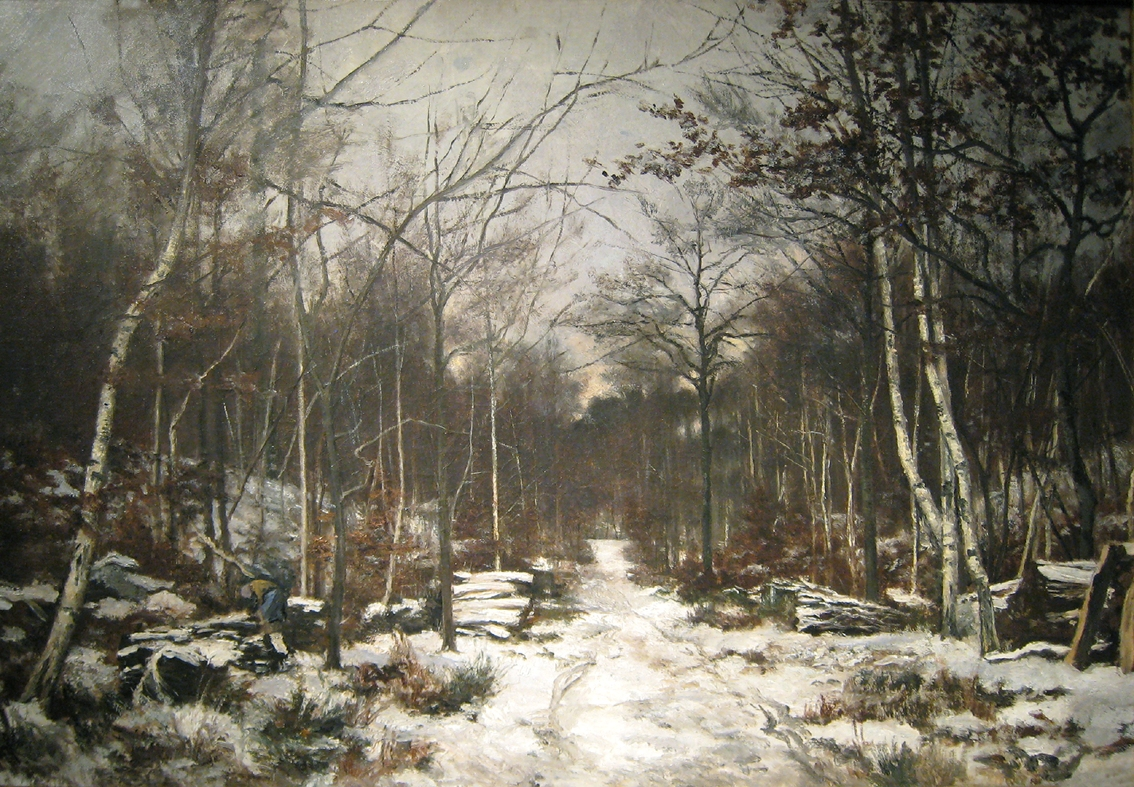
El bosque de Sonian, de Coosemans (Museo de Ixelles)

## Coosemans como pintor
En 1846 Coosemans fue a vivir a Tervuren. Allí comenzó a pintar, produciendo inicialmente retratos. Bajo la influencia de Théodore Fourmois, se interesó por la pintura de paisajes. A partir de 1860 se convirtió en un pintor apasionado, y en 1863 expuso por primera vez.
En 1868 se unió a la Sociedad Libre de Bellas Artes, fundada sobre la base del Taller de San Lucas en Schaerbeek. Originalmente fue un pequeño taller de pintores. Este lugar con un ambiente muy alegre era una especie de academia libre.
Fue a pintar a Normandía con Alfred Verwee (1838-1895) y Louis Dubois (1830-1880). Luego viajó a Italia y Francia donde permaneció en Barbizon. De la época de Barbizon son sus pinturas Le Chemin des artistes en Barbizon (Bruselas, Museos Reales de Bellas Artes de Bélgica) y Rochers de Francart en Fontainebleau.
Con el tiempo, Joseph Coosemans se forjó como un artista autodidacta, y su obra evolucionó desde una pintura minuciosa y detallada, bajo la influencia de Fourmois, a una pintura más libre y simplificada bajo la influencia de Boulenger. Coosemans pintó regularmente, desde alrededor de 1874 en el Limburg Kempen, más concretamente en Genk y Kinrooi. Por ello, también se le incluye en la llamada Escuela de Genk, de la que, según algunas fuentes, fue incluso el maestro.
Se quedó a vivir en Lovaina en 1886. En 1887 fue nombrado profesor de Paisaje en el Instituto Superior de la Academia de Bellas Artes de Amberes (NHISKA). 
En 1893 sufrió un infarto cerebral que le dejó solo en uso de la mano izquierda. Continuó pintando, pero la extrema precisión que había caracterizado su obra hasta entonces había desaparecido. Se fue a vivir a Schaerbeek, donde murió en 1904.
Franz Courtens lo reemplazó como profesor y situó su enseñanza en continuidad de su antecesor.
Poco después de su muerte, la próspera ciudad de Schaerbeek nombró una de sus nuevas calles en honor a Joseph Coosemans. 
En 2004, con motivo del centenario de su muerte, el municipio de Schaerbeek le rindió homenaje exponiendo 49 de sus obras y dos cuadros de su hijo, Frits Coosemans, También Un busto de Joseph Coosemans de Léon Mignon (1847-1898) y el Retrato de Joseph Coosemans de Jean-Emmanuel Van den Bussche (1837-1903).
Su obra se puede encontrar en los museos de Brujas, Bruselas, Ixelles, Gante, el Emile Van Dorenmuseum de Genk, Kortrijk y Lieja.